# Második világ

A hidegháború "három világa"(1975. április 30. és június 24. között)
Első világ: A Nyugati blokkhoz tartozó államok (NATO és szövetségesek) az Egyesült Államok vezetésével
Második világ: A Keleti blokkhoz tartozó államok (Varsói Szerződés, Kínai Népköztársaság és szövetségesek) a Szovjetunió vezetésével
Harmadik világ: Az el nem kötelezett országok India és Jugoszlávia, valamint más semleges országok vezetésével

A Második világ a három világ koncepciójának egyike volt a hidegháború idején. A Szovjetunió által irányított Keleti blokk országait tömörítette. A tömb szembehelyezkedett az első világgal, amely hasonlóképpen csoportosította azokat az országokat, amelyek az Egyesült Államok nyugati blokkjához tartoztak. Ez a típusú felosztás megszűnt, miután a Szovjetunió 1991-es felbomlásával a hidegháború véget ért. Azok a kommunista berendezkedés országok tartoztak ide, melyek a Szovjetunió érdekszférába tartoztak, de néhány elszakadtak a szovjet ideológiától (Jugoszlávia, Kína) és szocialista államként folytatták, miközben megtartották a kommunista politikai vezetéseiket. A kommunista államok többsége az 1989-es forradalmakig szovjet befolyás alatt maradtak. A Szovjetunió 1991-es felbomlását követően már csak öt kommunista ország maradt: Észak-Korea, Kína, Kuba, Laosz és Vietnám. Bár az „első világ” és a „harmadik világ” kifejezések újraértelmezett meghatározással továbbra is jelen vannak a köznyelvben, a „második világ” kifejezés a hidegháborús kontextuson kívül mára elavult.

## Története
A második világháborút követően a világ két nagy geopolitikai tömbre szakadt és kezdetét vette a hidegháború időszaka. Egyre inkább általánossá vált, hogy "második világként" kezdték el emlegetni a Szovjetunió érdekszférájába tartozó országokat (Varsói Szerződés tagállamai: Bulgária, Csehszlovákia, Lengyelország, Magyarország, a Német Demokratikus Köztársaság, Románia) és a szövetségeseit, mint például Észak-Korea, Kuba és Mongólia.
Jugoszlávia szocialista állam volt ugyan, de a semleges utat választotta és az úgynevezett el nem kötelezett országok meghatározó tagja volt. Albánia az 1961-es kínai-szovjet válságot követően eltávolodott a Szovjetunió politikájától.
Alternatív megoldásként az első világ nemzetei úgy definiálhatók, mint amelyek piacgazdasággal rendelkeznek, a második világ országai a tervgazdaságot alkalmazó országok csoportja, míg a harmadik világ országai a hagyományos gazdasággal rendelkező országok.